# Vattenkastanj

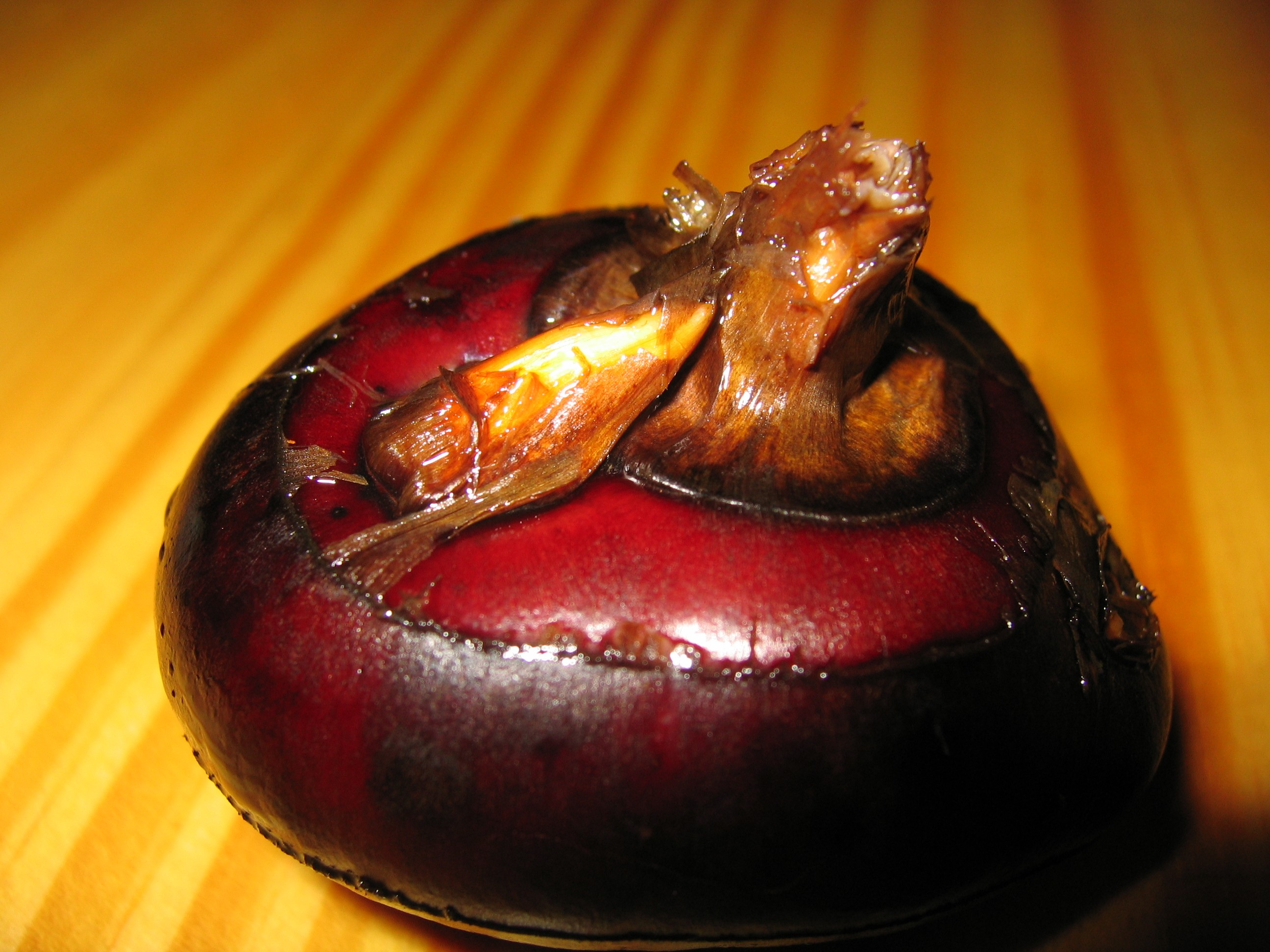

Kinesisk vattenkastanj (Eleocharis dulcis), kallas oftast vattenkastanj, men skall inte förväxlas med den inte särskilt närbesläktade sjönöten, som också kallas vattenkastanj. 
Vattenkastanj är ett halvgräs i släktet småsävar, som odlas för sina ätliga underjordiska knölars skull. Den har tubformade gröna stammar som kan bli upp till 1,5 m höga.

## Historia och användningsområde
Den kinesiska vattenkastanjen kommer ursprungligen från Kina, men odlas numera på vattendränkta fält runt om i Sydostasien. 
De små rundade rotknölarna har krispigt vitt "kött" och äts råa, lätt kokta, grillade, inlagda eller konserverade. De är en populär ingrediens i många kinesiska maträtter, till exempel chop suey. I Kina äts de oftast råa, ibland en aning sötade. De kan även malas till mjöl som används för att göra vattenkastanjkaka, som är en del av dim sum-köket. De är ovanliga genom att förbli krispiga även efter det att de kokats eller konserverats. Detta beror på att deras cellväggar är korskopplade och förstärkta av vissa fenolföreningar, såsom oligomerer av ferulasyra, egenskaper som delas med andra grönsaker som förblir krispiga då de tillagats, såsom jordmandel och lotusrot.
Knölarna innehåller huvudsakligen kolhydrater (cirka 90 % av torrvikten), framför allt stärkelse (60 % av torrvikten), men är också en god källa till kostfiber, vitamin B2, vitamin B6, kalium, koppar och mangan.
Knölarna kan på ytan bära metacerkarier av Fasciolopsis buski, och om de äts råa, kan de därmed orsaka en parasitinfektion, som kallas Fasciolopsiasis.

## Etymologi
Släktnamnet Eleocharis kommer av grekiskans helos (kärr). Charis är latin och betyder prydnad. Släktnamnet betyder sålunda en prydnad för kärr.
Artnamnet dulcis betyder söt, trevlig, angenäm.